# Kecamatan Banda Baro
Kecamatan Banda Baro (indonesiska: Banda Baro) är ett distrikt i Indonesien.   Det ligger i provinsen Aceh, i den västra delen av landet, 1 700 km nordväst om huvudstaden Jakarta.